# Öreryds distrikt
Öreryds distrikt är ett distrikt i Gislaveds kommun och Jönköpings län. Distriktet ligger omkring Öreryd i västra Småland.

## Tidigare administrativ tillhörighet
Distriktet inrättades 2016 och utgörs av socknen Öreryd i Gislaveds kommun.
Området motsvarar den omfattning Öreryds församling hade vid årsskiftet 1999/2000.

## Tätorter och småorter
I Öreryds distrikt finns inga tätorter eller småorter.